# Seznam představitelů Severní Koreje
Seznam představitelů Severní Koreje:

## Nejvyšší představitelé
Nejvyšší představitelé podle zákona.

### Předseda prezidia Nejvyššího lidového shromáždění (1948–1972)
| Jméno          | Narození | Úmrtí     | Funkce od     | Funkce do         | Strana                |
| -------------- | -------- | --------- | ------------- | ----------------- | --------------------- |
| Kim Tu-bong    | 1886     | 1958/1960 | 9. září 1948  | 20. září 1957     | Korejská strana práce |
| Čchoi Jong-kon | 1900     | 1976      | 20. září 1957 | 28. prosinec 1972 | Korejská strana práce |

### Prezident (1972–1994)
| Jméno      | Narození | Úmrtí | Funkce od         | Funkce do        | Strana                |
| ---------- | -------- | ----- | ----------------- | ---------------- | --------------------- |
| Kim Ir-sen | 1912     | 1994  | 28. prosinec 1972 | 8. červenec 1994 | Korejská strana práce |

Po jeho smrti mu byl udělen titul „věčný prezident“ a nikomu jinému být udělen nemůže.

### Předseda prezidia Nejvyššího lidového shromáždění (od 1998)
| Jméno        | Narození | Úmrtí | Funkce od    | Funkce do | Strana                |
| ------------ | -------- | ----- | ------------ | --------- | --------------------- |
| Čoe Thae-bok | 1928     |       | 5. září 1998 |           | Korejská strana práce |

## Faktičtí vládci
| Portrét | Jméno       | V čele státu Období vlády                    | Poznámky |
|         | Kim Ir-sen  | 1948–1972 předseda vlády 1972–1994 prezident | Do čela státu nastoupil jako předseda severokorejské lidové prozatímní vlády v exilu v průběhu okupace sovětskými vojsky. Po jeho smrti byla funkce prezidenta zrušena a on byl jmenován věčným prezidentem státu. |
|         | Kim Čong-il | 1994–2011                                    | |
|         | Kim Čong-un | od 2011                                      | |